# Adolf Windaus
Adolf Otto Reinhold Windaus (Berlin, 1876. december 25. – Göttingen, 1959. június 9.) német vegyész. 1928-ban elnyerte a kémiai Nobel-díjat a szterolok szerkezetének és vitaminokkal való kapcsolataiknak tanulmányozásáért.

## Tanulmányai
Adolf Windaus 1876. december 25-én született Berlinben Adolf Windaus textilgyáros és Margarete Elster gyermekeként. Apai ágú ősei kétszáz éve textilek előállításával foglalkoztak. Szülővárosában járt elemi iskolába, majd a Französisches Gymnasium diákja volt, ahol nem annyira természettudományokat, mint irodalmat tanult. Középiskolásként azonban fellelkesült Pasteur és Koch felfedezéseitől és elhatározta, hogy orvos lesz, bár megözvegyült anyja azt szerette volna, ha a családi üzemet viszi tovább.
Windaus 1895-ben iratkozott be a Berlini Egyetemre, ahol Emil Fischer volt a kémiatanára. Már ekkor különösen érdekelte az élettani folyamatok kémiai háttere. 1897-ben szerzett BSc diplomát és ezután Freiburg im Breisgau egyetemen tanult tovább. Elvben orvostudományt tanult, de ezt egyre inkább elhanyagolta a kémia kedvééért, majd teljesen fel is adta. Kémiaprofesszora tanácsára a digitálisz glikozidjainak kémiáját kezdte tanulmányozni és ebből a témából írta doktori disszertációját is 1899-ben. Ezután egy évet katonai szolgálattal töltött, bár 1900 nyarán sikerült időt szakítania, hogy segédkezzen Fischernek az anilint kvaterner ammóniumvegyületté átalakítani. 1901 végén visszatért Freiburgba hogy idejét teljesen a kémiának szentelje. 

## Pályafutása
Windaus a koleszterint kezdte tanulmányozni, ami minden állati sejtben (és módosult formában a növényi sejtekben is) megtalálható volt és feltételezhető volt fontos élettani szerepe. 1903-ban ebből írta disszertációját, amiután Privatdozentté, három évvel később pedig professzorrá nevezték ki.
1913-tól két évig az Innsbrucki Egyetemen oktatott orvosi kémiát, majd 1915-ben elfogadta a Göttingeni Egyetem ajánlatát, hogy legyen a leköszönő Nobel-díjas Otto Wallach utódja a kémiai laboratórium élén. Ezután egész aktív pályája során itt dolgozott. Bár nem szimpatizált a náci rezsimmel, hírneve miatt nem váltották le helyéről. 1938-tól kezdve felhagyott a kutatással és 1944-ben nyugdíjba vonult és nem is publikált többé. 

## Munkássága

A koleszterin szerkezete

Windaus tudományos érdeklődését meghatározták korai munkái a digitálisszal és a koleszterinnel. Bár munkájának fő vonala a koleszterin szerkezetének meghatározása volt, ezen kívül számos természetes szterolt tanulmányozott. Miután Heinrich Wieland kimutatta, hogy az epesavak lebomlása során kólsav képződik, Windaus felfedezte, hogy ez az anyag koleszterinből is termelődik, és kapcsolatot teremtett az epesavak és szterinek között.
1924-ben a New York-i Alfred Hess kimutatta, hogy bizonyos ételekben UV-fény hatására D-vitamin képződik. A provitamint sikerült a szterin-frakcióra leszűkítenie, és ezután Windaussal, ezen vegyületek szakértőjével közösen felfedezték az ergoszterolt, a D2-vitamin provitaminját, majd ennek alapján magát a D1 és D2 vitaminokat is sikerült izolálniuk. Windaus ezután 1932-ben német munkatársaival felfedezte a D3-vitamint és provitaminját, a 7-dehidrokoleszterolt. Késői munkásságának nagy része a D-provitaminok szerkezetének és a D-vitaminná való alakulás fotokémiai reakciójának kutatásával telt. Felfedezte az olyan köztes termékeket, mint a lumiszterol és a tachyszterol, valamint a szupraszterolokat.
Wielanddal közösen 1932-re sikerült meghatároznia a szterolok szerkezetét. Ennek alapján Windaus asszisztense, Adolf Butenandt kidolgozta a női és férfi nemi hormonok szerkezeti képletét, amiért később Nobel-díjat kapott. Windaus kimutatta, hogy ebbe a csoportba tartoznak a mellékvesekéreg hormonjai, a szaponinok, glikozidok, sőt még egyes békafajok bőrében termelődő mérgek is: a csoport általános neve a szteroid lett.
Windaus pályája elején tanulmányozta a szénhidrátok fehérjévé való átalakításának lehetőségét és ennek során elsőként sikerült szintetizálnia az imidazolhoz hasonló szerkezetű hisztidin aminosavat és a szervezetben fontos élettani szerepet játszó hisztamint. Ehhez a témához 1929-ben is visszatért, amikor kimutatta, hogy a B1-vitamin nem imidazol, hanem tiazol- és pirimidingyűrűt tartalmaz. A vitamint végül Robert R. Williamsnak sikerült szintetizálnia. Windaus meghatározta a genetikai kísérletekben használt mutagén kolchicin szerkezetét is, bár mint később kiderült helytelenül, a héttagú gyűrű helyett ő hattagút javasolt. 

## Díjai

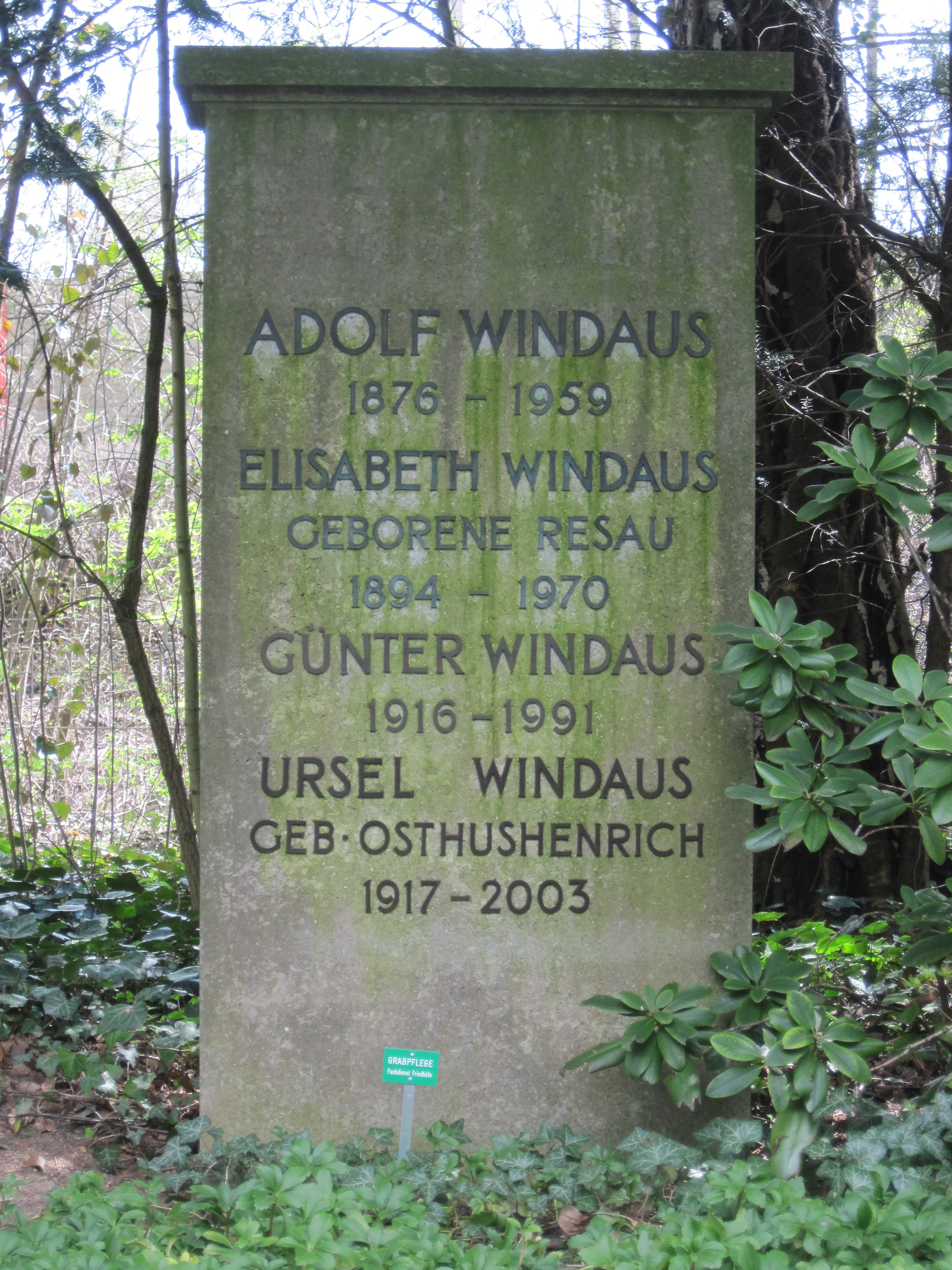
A Windaus-család sírja Göttingenben

Adolf Windaus 1928-ban kémiai Nobel-díjat kapott a szterolok és a D-vitaminok szerkezetének meghatározásért. Annak ellenére kapta meg a neves elismerést, hogy a teljes szteroidszerkezetet csak néhány évvel később derítette fel ténylegesen; ám ekkor már látszott munkája fontossága és előrehaladott volta és egy évvel korábban munkatársa, Heinrich Wieland már elnyerte a díjat az epesavak tanulmányozásáért. Windaus ezenkívül elnyerte az Adolf von Baeyer-érmet, a Louis Pasteur-érmet és 1941-ben Hitlertől a Goethe-érmet. Kitüntették a Pour le Mérite polgári fokozatával és 1951-ben a Német Szövetségi Köztársasági Érdemrend nagykeresztjével. Tagja volt a Leopoldinának, a német tudományos akadémiának; valamint a Bajor és Porosz Tudományos Akadémiának.

## Családja
Adolf Windaus 1915-ben vette feleségül Elisabeth Resaut (1894-1970). Két fiuk (Günter és Gustav) és egy lányuk (Margarete) született.
Adolf Windaus 1959. június 9-én halt meg Göttingenben, 82 éves korában.